# Charles William Mitchell
Charles William Mitchell (Newcastle upon Tyne, 1854 – 1903) è stato un pittore inglese preraffaellita.
Il suo stile pittorico si avvicina a quello del contemporaneo John William Waterhouse, il maggior esponente della fase più tarda dell'esperienza preraffaelita, con cui Mitchell dimostra affinità anche nella scelta dei soggetti.

Il suo dipinto più noto è Hypatia (Ipazia) del 1885 che raffigura la filosofa greca e pagana Ipazia (IV-V secolo) nuda di fronte all'altare di una chiesa cristiana nei momenti che precedono il suo assassinio. La scena raffigurata da Mitchell è probabilmente ispirata al feuilleton di Charles Kingsley, Hypatia or New Foes with an Old Face (Ipazia o Nuovi nemici dal vecchio volto, 1853). Il dipinto è attualmente conservato alla Laing Art Gallery di Newcastle upon Tyne.